# Stwolno
Stwolno ist eine Ortschaft mit einem Schulzenamt der Landgemeinde Rawicz im Powiat Rawicki der Woiwodschaft Großpolen in Polen.

## Geschichte
Neben Czesram (siehe Golejewko) war Stwolno die einzige mittelalterliche Siedlung im Gebiet der späteren Hazaken. Es wurde im Jahr 1357 als Skvolno erstmals urkundlich erwähnt. Der Ortsname ist vom Appellativ stwół mit dem Suffix -no abgeleitet.
Um das Jahr 1580 umfasste die Pfarrei von Czesram außer Golejewko und Golejewo auch die Ortschaften Chojno, Góreczka Śliwna, Góreczka Żabia, Grabkowo, Stwolno, Słupia und Zielona Wieś. Die letzten wurden von sogenannten Hazaken schlesischer Herkunft gegründet. Bis zum Jahr 1793 gehörten diese Ortschaften zur Woiwodschaft Posen. Im Zuge der Zweiten Polnischen Teilung kamen sie 1793 an Preußen und zum Kreis Kröben.
Nach dem Ende des Ersten Weltkriegs kam Stwolno zu Polen, Woiwodschaft Posen. Beim Überfall auf Polen 1939 wurde das Gebiet von den Deutschen besetzt und dem Landkreis Rawitsch im Reichsgau Wartheland zugeordnet. Von 1975 bis 1998 gehörte Stwolno zur Woiwodschaft Leszno.